# Карачайлы, Ислам
Ислам Карачайлы псевдоним Ислама Абдул-Керимовича Хубиева (1896, аул Карт-Джурт, Кубанская область — 1938) — карачаевский журналист, публицист, редактор, литературный критик, борец за просвещение горцев Кавказа, сподвижник известного просветителя и революционера Умара Алиева.

## Биография
Родился в состоятельной семье, где уделялось большое внимание образованию детей. Учился в ставропольской гимназии. Будучи гимназистом, делал первые шаги в журналистике. Первую свою статью опубликовал в 15-летнем возрасте в журнале «Мусульманин». Эта небольшая работа ставила ряд серьезных социально-экономических проблем и позволяла судить о том, что интересы молодого горца были направлены на привлечение внимания областной администрации к нуждам Карачая. Журналистом стал при советской власти.
В 1918 году работал в редколлегии выходящей в Ставрополе газеты «Путь юношества», где выступил с рядом статей, анализирующих общественно-политическую ситуацию на Северном Кавказе.
Позже, редактор первой газеты на карачаевском языке — «Таулу джашау» («Горская жизнь») — органе Карачаево-Черкесского обкома ВКП(б) (на русском языке) и республиканской газеты «Таулу-Джашау» («Горская жизнь») — на карачаевском языке. Работал в пятигорской газете «Терек» и ростовской газете «Советский юг». Плодотворной работал в журнале «Революция и горец». Ислам Карачайлы занимал должность ответственного секретаря журнала со дня выхода и до прекращения его издания (1928—1933).
Будучи в Москве, И. Карачайлы сблизился с видными деятелями культуры А. Луначарским, В. Маяковским, Н. Асеевым, А. Фадеевым, М. Шагинян, М. Светловым, которые, как пишут специалисты, неоднократно отмечали талант И. Карачайлы как литературного критика.
Автор многих статей по вопросам быта, этнографии, литературы и культуры горцев. Был одним из первых, кто принимал непосредственное участие в становлении карачаевской письменности и печати, автором первых учебников для школ грамотности.
И. Карачайлы — автор нескольких критических работ о Пушкине, Льве Толстом, Лермонтове и др., вносящих существенные коррективы в оценку творчества этих классиков как «певцов Кавказа».
Был секретарём и соредактором журнала «Революция и горец» (Ростов-на-Дону).
В 1937 году был репрессирован и расстрелян.

## Избранная библиография
- Родной язык в горских областях, журн. «Революция и горец», № 1;
- Горцы и казаки в XVIII в., там же, 1928, № 2;
- Афганистан в положении кризиса, там же, 1929, № 1—2;
- Горцы и их борьба за свободу в творчестве Пушкина, там же, 1929, № 7—8, и др.